# 14792 Thyestes
14792 Thyestes (1973 SG1) là một Trojan của Sao Mộc.